# V hlavě
V hlavě (v originále Inside Out) je americký animovaný film studia Pixar Animation Studios z roku 2015. Film vypráví příběh mladé dívky Riley.

## Děj
U Riley v hlavě žije pět emocí Radost, Smutek, Strach, Vztek a Nechuť. Emoce žijí na Hlavním velitelství, což je řídící centrum uvnitř Rileyiny mysli, odkud Riley pomáhají vypořádat se s nástrahami všedních dní. Radost ovládá Riley tak, aby byla stále šťastná. Díky ní jsou šťastné také všechny Rileyny klíčové vzpomínky. Jednoho dne se rodina přestěhuje do San Franciska. Po zkaženém prvním dnu v San Francisku Radost naplánuje první školní den, součástí plánu je také zavření Smutku do nakresleného kruhu. Smutek to přestane bavit a dotkne se klíčové vzpomínky, která se ze šťastné změní na smutnou. Když to Radost zaregistruje sebere jí vzpomínku a pokouší se ji proměnit na radostnou, mezitím se Smutek omylem dotkne všech ostatních vzpomínek. Radost se rozzlobí a sebere jí vzpomínky, které ale vsaje vysavač. Radost a Smutek se vydávají skrz vysavač zachránit vzpomínky. Tím začíná velké dobrodužství.

## České znění
- Ivana Korolová – Radost
- Zuzana Slavíková – Smutek
- Michal Bumbálek – Bing Bong
- Pavel Tesař – Strach
- Jaromír Meduna – Vztek
- Nikola Votočková – Nechuť
- Klára Nováková – Riley
- Andrea Elsnerová – Máma
- Martin Písařík – Táta
- Braňo Holiček – režie českého znění